# Habikino
Habikino (jap. 羽曳野市 Habikino-shi) – miasto w Japonii, na wyspie Honsiu, w prefekturze Osaka.

## Położenie
Miasto leży we wschodniej części prefektury, w aglomeracji Osaki. Graniczy z:
- Fujiidera
- Matsubarą
- Kashiwarą
- Tondabayashi
- Sakai

W prefekturze Nara:
- Kashiba

## Historia
Habikino uzyskało status miasta szczebla -shi (市) 1 stycznia 1959 roku.